# Acerinox
Acerinox S.A. er en spansk rustfrit stål producent. Virksomheden blev etableret i 1970, og fik oprindeligt teknisk support fra japanske Nisshin Steel. Nisshin ejer fortsat 15 % af aktierne i Acerinox (2010). Anno 2008 var det verdens største producent af rustfrit stål.

## Datterselskaber og fabrikker

### Spanien
- Fábrica del Campo de Gibraltar (Los Barrios)
- Roldán SA
- Inoxfil SA
- Inoxcenter SA
- Inoxidables de Galicia SAU
- Metalinox Bilbao SA
- Inoxmetal SA
- Acimetal
- Alamak Espana Trade SL
- Inoxcenter Canarias SA

### Europa
- Acerol – Comércio e Indústria de Aços Inoxidáveis (Portugal)
- Acerinox Frankrig
- Acerinox UK Ltd (Storbritannien)
- Acerinox Scandinavia AB (Sverige)
- Acerinox Schweiz SA (Schweiz)
- Acerinox Italia SRL (Italien)
- Acerinox Turquía (Tyrkiet)
- Acerinox Polska sp. z o.o. (Polen)
- VDM Metals, Werdohl, Tyskland (overtaget i 2020)

### Øvrige verden
- Columbus Stainless (Sydafrika)
- Bahru Stainless (Malaysia)
- North American Stainless (USA)
- Acerinox Argentina
- Acerinox Chile